# Nathaniel Silsbee
Nathaniel Silsbee (Salem, 1773. január 14. – Salem, 1850. július 14.) az Amerikai Egyesült Államok szenátora (Massachusetts, 1826–1835).